# 올림픽 버뮤다 선수단
올림픽 버뮤다 선수단은 버뮤다 대표로 올림픽에 참가하는 선수단이다. 버뮤다는 1936년 올림픽에 처음 참가했으며 그 이후로 1980년 하계 올림픽 보이콧에 참가한 때를 제외하고는 모든 하계 올림픽에 선수단을 파견해 왔다. 버뮤다는 1992년부터 모든 동계 올림픽에도 참가했다.
2021년 여자 철인 3종 경기에서 플로라 더피(Flora Duffy)의 금메달을 획득한 버뮤다는 하계 올림픽에서 금메달을 획득한 인구 기준으로 세계에서 가장 작은 나라가 되었다. 1976년부터 2021년까지 전체 메달을 획득한 인구 기준으로 가장 작은 국가였다. 그러나 이러한 연속 행진은 알레산드라 페릴리가 2021년 산마리노의 트랩 슈팅에서 동메달을 획득하면서 끝났다.
버뮤다 국가 올림픽 위원회는 1935년에 창설되었고 1936년에 국제 올림픽 위원회의 승인을 받았다.

## 종목별 메달 집계
| 경기 | 금 | 은 | 동 | 합계 |
| ---- | -- | -- | -- | ---- |
| 복싱 | 0  | 0  | 1  | 1    |
| 합계 | 0  | 0  | 1  | 1    |

## 메달리스트 목록
| 메달   | 선수        | 대회            | 종목 | 세부종목    |
| ------ | ----------- | --------------- | ---- | ----------- |
| 동메달 | 클로렌세 힐 | 1976년 몬트리올 | 복싱 | 남자 헤비급 |

## 같이 보기
- 분류:버뮤다의 올림픽 참가 선수